# Municipio de Fairview (Indiana)
El municipio de Fairview (en inglés: Fairview Township) es un municipio ubicado en el condado de Fayette en el estado estadounidense de Indiana. En el año 2010 tenía una población de 347 habitantes y una densidad poblacional de 7,22 personas por km².

## Geografía
El municipio de Fairview se encuentra ubicado en las coordenadas 39°40′18″N 85°16′19″O / 39.67167, -85.27194. Según la Oficina del Censo de los Estados Unidos, el municipio tiene una superficie total de 48.09 km², de la cual 48,09 km² corresponden a tierra firme y (0 %) 0 km² es agua.

## Demografía
Según el censo de 2010, había 347 personas residiendo en el municipio de Fairview. La densidad de población era de 7,22 hab./km². De los 347 habitantes, el municipio de Fairview estaba compuesto por el 98,85 % blancos, el 0,58 % eran afroamericanos, el 0,29 % eran asiáticos y el 0,29 % eran de una mezcla de razas. Del total de la población el 0,29 % eran hispanos o latinos de cualquier raza.